# Aloe pearsonii
Aloe pearsonii (лат.) — вид суккулентных растений рода Алоэ (Aloe) семейства Асфоделовые (Asphodelaceae), естественно произрастающий на территории Намибии и Капской провинции Южно-Африканской Республики. В естественной среде обитания эти растения могут образовывать колонии, добавляя красок в ландшафт своими красноватыми листьями.

## Название
Видовой латинский эпитет pearsonii дан в честь профессора Генри Гарольда В. Пирсона (Henry Harold W. Pearson, 1870-1916), английского ботаника, который работал в Южной Африке и был основателем, а также первым директором Национального ботанического сада Кирстенбош.

## Описание

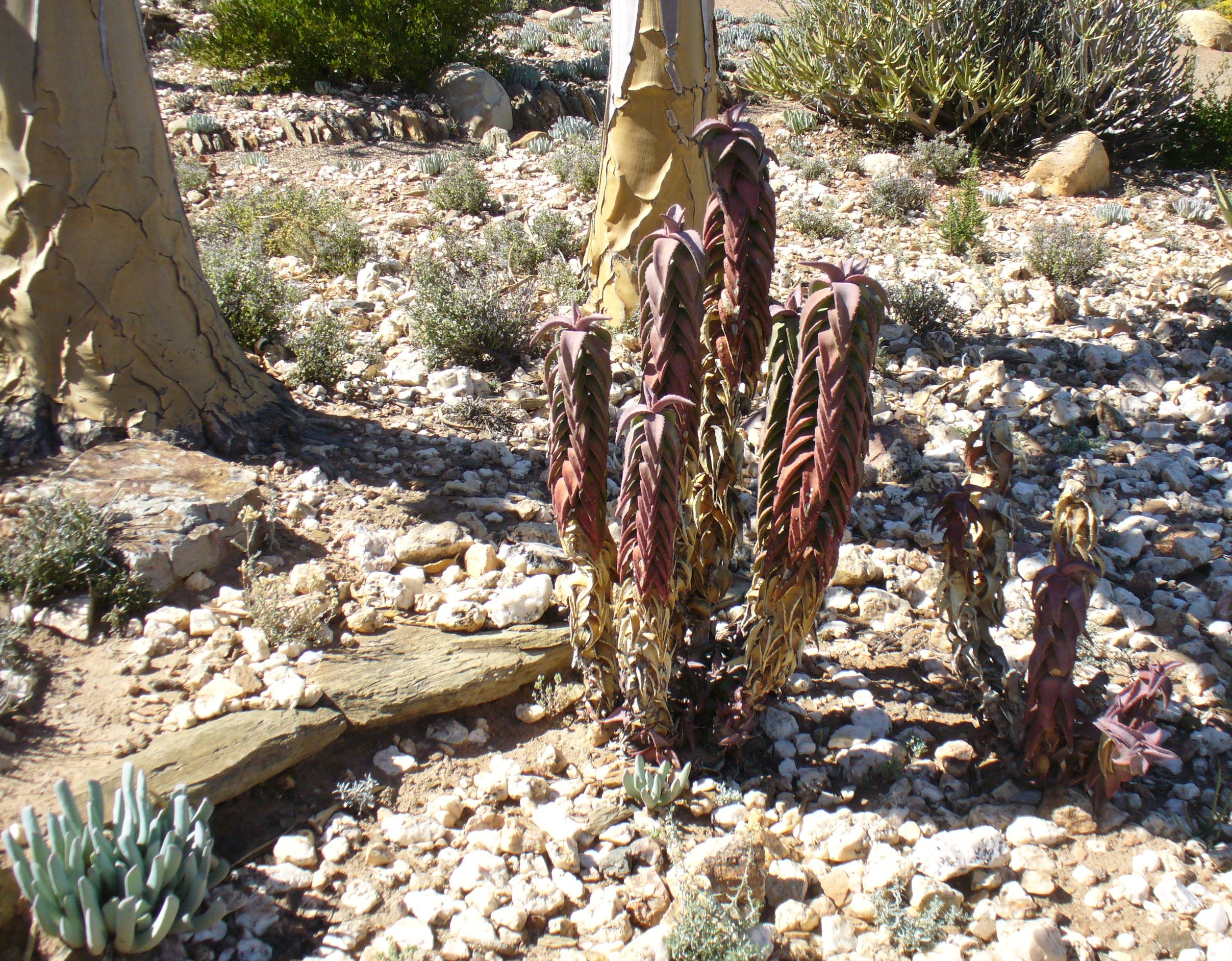
Габитус

Aloe pearsonii — растение с густым разветвлением и прямыми стеблями. Нижняя часть стебля часто покрыта мертвыми листьями, в то время как верхняя часть имеет живые листья. Разветвление может начинаться от основания стебля или выше.
Листья плотно расположены, удлиненно-треугольные, часто изогнуты вниз и расположены в четыре ряда. Их цвет от тускло-голубовато-зеленого может краснеть, особенно в период засухи. Их характерное изогнутое обращение назад создает уникальный внешний вид, который является характерным для этого вида.
Цветение обычно низкое, разветвленное на две или три головчатые кисти. Цветы могут быть разнообразными: красные, желтые или красно-желтые. Aloe pearsonii цветет летом (декабрь-январь). Как и у других видов алоэ, семена обычно крылатые, небольшие (до 4 мм), и образуются в изобилии внутри плодовых коробочек, которые при созревании разделяются на три части. Семена быстро созревают из-за сильной жары, обычно примерно с февраля по март.

## Распространение

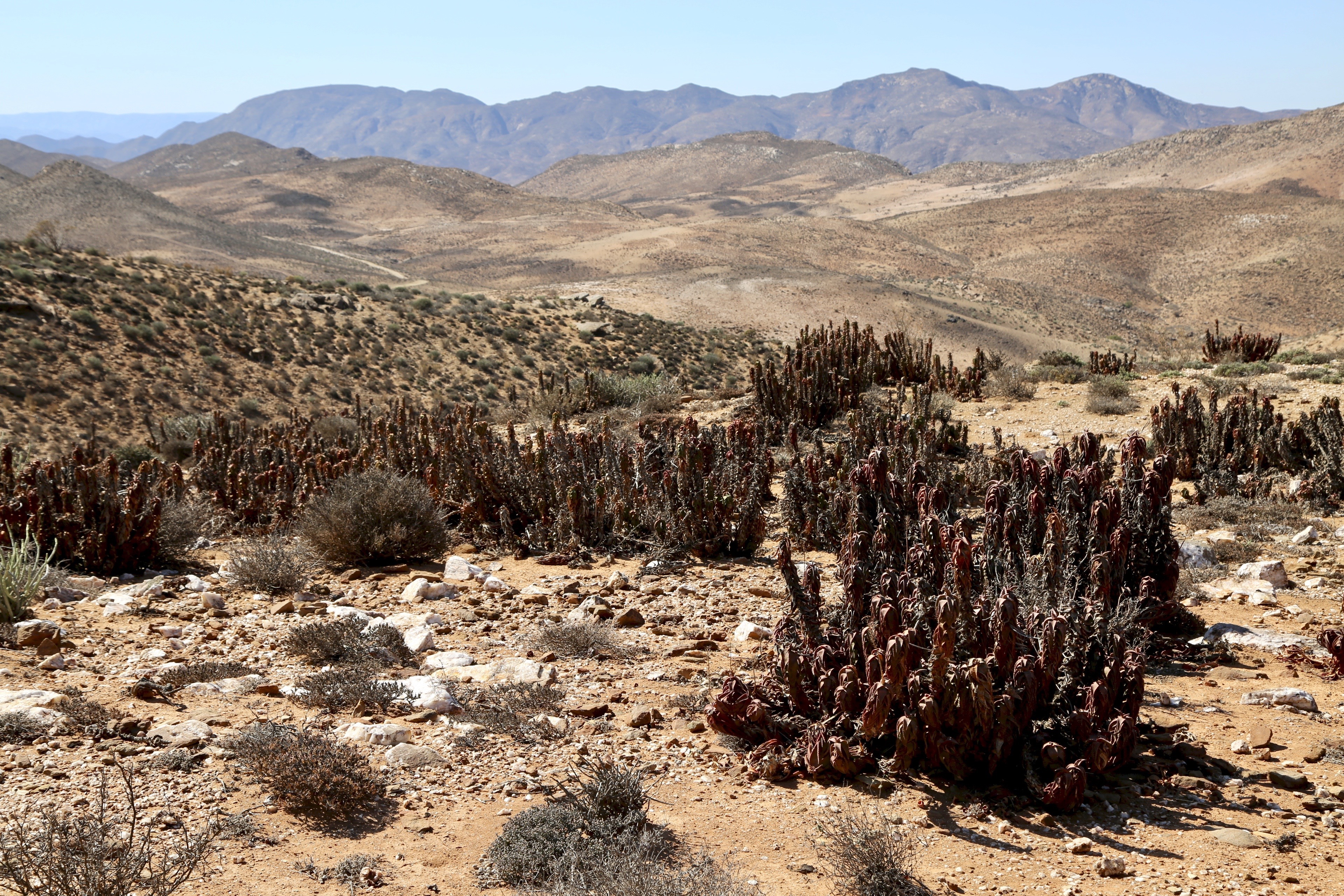
В естественной среде обитания

Aloe pearsonii представлен в широкой локализации и является эндемиком Рихтерсвельда в окрестностях Хельсклуфа и прилегающих гор в Намибии к югу от реки Оранжевая. Он произрастает на высоте от 300 до 1500 м. В регионе Хельсклуфа густые колонии этого вида преобладают в ландшафте и окрашивают горные склоны.
Aloe pearsonii растет на различных типах почв, преимущественно на граните, песчанике и сланце. В рамках Супергруппы Гариеп можно встретить разнообразные породы, такие как конгломерат, песчаник, кварцит, сланец, известняк, доломит, лава, вулканическая брекчия и туф. Почвы, где произрастает A. pearsonii, обычно песчаные, неглубокие и каменистые, но также встречаются глинистые.
Aloe pearsonii, по-видимому, предпочитает склоны, холмы и плато в засушливых ландшафтах Рихтерсвельда и его окрестностей. Чаще всего его можно увидеть на открытых участках, но также встречаются колонии в долинах с глубокими оврагами, где они приобретают более сине-зеленый оттенок из-за утренней и дневной тени.

## Экология

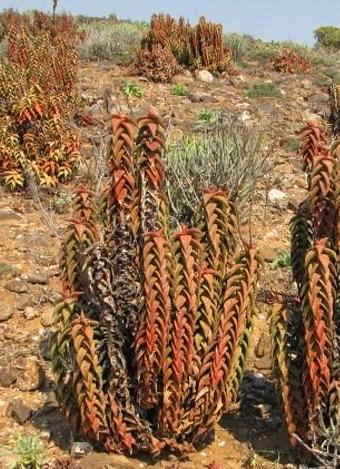
Красноватые листья

Aloe pearsonii производит нектар и опыляется различными видами птиц и насекомых, включая крылатых и ползающих насекомых, таких как муравьи, которые способны проникать в цветочные трубки, содержащие нектар. После оплодотворения плод, представляющий собой коробочку, быстро увеличивается и к концу лета раскрывается на три части. Семена мелкие, размером до 4 мм, слегка крылатые, что способствует их распространению ветром. В подходящих условиях, оборванные части стебля могут укорениться.
Само растение очень устойчиво и может выживать в течение нескольких сезонов без воды. В результате такого стресса листья приобретают красноватый оттенок.

## Охранный статус
Aloe pearsonii находится под угрозой исчезновения из-за незаконного сбора и потери среды обитания, вызванных горнодобывающей деятельностью и чрезмерным выпасом скота. Однако на данный момент это растение все еще достаточно распространено в своей естественной среде обитания, часто встречается на склонах и предгорьях.

## Таксономия
Aloe pearsonii Schönland, первое упоминание в Rec. Albany Mus. 2: 229 (1911).